# 田中口站
田中口站（日语：／ Tanakaguchi eki */?）是位於和歌山縣和歌山市太田，和歌山電鐵的貴志川線車站。車站編號為「02」。

## 歷史
- 1924年（大正13年）6月15日 - 山東輕便鐵道東和歌山站（現時：和歌山站）至秋月站（現時：日前宮站）之間開通，此站啟用[1]。
- 1929年（昭和4年）11月 - 公司改名為山東鐵道。
- 1931年（昭和6年）4月28日 - 公司改名為和歌山鐵道。
- 1957年（昭和32年）11月1日 - 公司合併至和歌山電氣軌道，成為和歌山電氣軌道鐵道線車站。
- 1961年（昭和36年）11月1日 - 與南海電氣鐵道合併，成為南海電氣鐵道貴志川線車站。
- 2006年（平成18年）4月1日 - 和歌山電鐵繼承貴志川線，成為和歌山電鐵貴志川線車站。

## 車站構造
車站是一座地面車站，設有1面1線的相對式月台。
此站是無人車站，沒有自動售票機和自動閘機，此站不可使用Surutto KANSAI對應的車票。
木製車站大樓直至1990年代還存在，後來被撤走。月台設有上蓋。車站內設有小型廁所（男女共用，旱廁）。另外，月台與出入口之間有三級樓梯和小型斜道。

## 利用狀況
在2019年（令和元年）度，此站1日平均上下車人次為159人。
以下為各年度1日平均上下車人次列表。
| 年度   | 1日平均 上下車人次 |
| ------ | ------------------ |
| 1980年 | 88                 |
| 1985年 | 101                |
| 1990年 | 108                |
| 1995年 | 159                |
| 2000年 | 93                 |
| 2001年 | 89                 |
| 2002年 | 95                 |
| 2003年 | 89                 |
| 2004年 | 88                 |
| 2005年 | 91                 |
| 2006年 | 216                |
| 2007年 | 217                |
| 2008年 | 164                |
| 2009年 | 161                |
| 2010年 | 160                |
| 2011年 | 160                |
| 2012年 | 159                |
| 2013年 | 168                |
| 2014年 | 167                |
| 2015年 | 185                |
| 2016年 | 175                |
| 2017年 | 173                |
| 2018年 | 166                |
| 2019年 | 159                |

## 車站周邊
車站位於和歌山縣縣廳所在地和歌山市內，周邊都是住宅區內。車站名稱「田中口」取自車站東北方300米的田中町。車站鄰近JR西日本紀國線路軌。
- 來迎寺
- 大立寺
- 惣光寺
- 和歌山市立新南小學（日语：和歌山市立新南小学校）
- 新南公園
- 和歌山新出島郵局
- 和歌山縣道138號和歌山野上線（日语：和歌山県道138号和歌山野上線）

## 相鄰車站
和歌山電鐵
貴志川線
和歌山（01）－田中口（02）－日前宮（03）

## 注腳
1. ↑  「地方鉄道駅設置」『官報』1924年6月25日（國立國會圖書館數碼化資料）
2. ↑  令和元年度和歌山県公共交通機関等資料集PDF（日語）

## 外部連結
- 田中口駅（不同站的時間表）PDF（日語） - 和歌山電鐵
- 國土地理院地圖參閱服務 （页面存档备份，存于）（日語） - 田中口站周邊的1/25000地形圖 （页面存档备份，存于）（日語）